# James Russo
James Vincent Russo (New York, 23 aprile 1953) è un attore statunitense.

## Biografia
Di padre italiano e madre tedesca, Russo è uno dei caratteristi più riconoscibili di Hollywood, presente in innumerevoli pellicole cinematografiche di successo a partire dal 1981. Tra le sue interpretazioni maggiormente note, quella del truce Bugsy in C'era una volta in America (1984) di Sergio Leone, quella di Mikey Tandino, amico d'infanzia di Axel Foley, in Beverly Hills Cop (1984), del sadico e brutale rapinatore Joe in Oltre ogni limite (1986), del facinoroso Alby in China Girl (1987) di Abel Ferrara, dello spietato evaso Bobby in Non siamo angeli (1989) di Neil Jordan, quella di Richard Waters, fratello del prostituto omosessuale Mike Waters, in Belli e dannati (1991) di Gus Van Sant e quello del mafioso Paulie Cersani in Donnie Brasco (1997).

## Vita privata
Dalla ex moglie Bettina (con cui è stato sposato dal 1995 al 2020), ha avuto due figli: Dominic e Nicholas.

## Filmografia parziale

### Cinema
- Fuori di testa (Fast Times at Ridgemont High), regia di Amy Heckerling (1982)
- C'era una volta in America (Once Upon a Time in America), regia di Sergio Leone (1984)
- Beverly Hills Cop - Un piedipiatti a Beverly Hills (Beverly Hills Cop), regia di Martin Brest (1984)
- Cotton Club (The Cotton Club), regia di Francis Ford Coppola (1984)
- Oltre ogni limite (Extremities), regia di Robert M. Young (1986)
- China Girl, regia di Abel Ferrara (1987)
- La cintura, regia di Giuliana Gamba (1989)
- Non siamo angeli (We're No Angels), regia di Neil Jordan (1989)
- Stato di grazia (State of Grace), regia di Phil Joanou (1990)
- Belli e dannati (My Own Private Idaho), regia di Gus Van Sant (1991)
- Un bacio prima di morire (A Kiss Before Dying), regia di James Dearden (1991)
- Oscuri presagi (Cold Heaven), regia di Nicolas Roeg (1992)
- Trauma, regia di Dario Argento (1993)
- Occhi di serpente (Dangerous Game), regia di Abel Ferrara (1993)
- Bad Girls, regia di Jonathan Kaplan (1994)
- Panther, regia di Mario Van Peebles (1995)
- Libertà vigilata (No Way Home), regia di Buddy Giovinazzo (1996)
- Donnie Brasco, regia di Mike Newell (1997)
- L'uomo del giorno dopo (The Postman), regia di Kevin Costner (1997)
- La nona porta (The Ninth Gate), regia di Roman Polański (1999)
- Deep Core 2000 (Deep Core), regia di Rodney McDonald (2000)
- Sonic Impact, regia di Rodney McDonald (2000)
- The Unscarred, regia di Buddy Giovinazzo (2000)
- The House Next Door, regia di Joey Travolta (2001)
- Terra di confine - Open Range (Open Range), regia di Kevin Costner (2003)
- Confessions of a Pit Fighter, regia di Art Camacho (2005)
- Stiletto, regia di Nick Vallelonga (2008)
- Nemico pubblico - Public Enemies (Public Enemies), regia di Michael Mann (2009)
- Django Unchained, regia di Quentin Tarantino (2012)
- Sorelle assassine (Perfect Sisters), regia di Stanley M. Brooks (2014)
- Black Mass - L'ultimo gangster (Black Mass), regia di Scott Cooper (2015)
- The Bronx Bull, regia di Martin Guigui (2016)
- Una vita in fuga (Flag Day), regia di Sean Penn (2021)
- Horizon: An American Saga - Capitolo 1 (Horizon: An American Saga - Chapter 1), regia di Kevin Costner (2024)

### Televisione
- Un siciliano in Sicilia, regia di Pino Passalacqua - miniserie TV (1987)
- La legge dell'inganno (Laws of Deception), regia di Joey Travolta - film TV (1997)
- Senza traccia (Without a Trace) - serie TV, 1 episodio (2004)
- Broken Trail - Un viaggio pericoloso (Broken Trail), regia di Walter Hill (2006) - miniserie TV
- Vegas – serie TV, 15 episodi (2012-2013)
- Hawaii Five-0 – serie TV, un episodio (2010)

## Doppiatori italiani
Nelle versioni in italiano delle opere in cui ha recitato, James Russo è stato doppiato da:
- Carlo Valli in Occhi di serpente, Django Unchained, Vegas
- Piero Tiberi in C'era una volta in America, Belli e dannati
- Tonino Accolla in La legge di McClain
- Mauro Gravina in Beverly Hills Cop - Un piedipiatti a Beverly Hills
- Massimo Giuliani in Oltre ogni limite
- Gioacchino Maniscalco in China Girl
- Roberto Pedicini in La cintura
- Stefano Mondini in Stato di grazia
- Alessandro Rossi in Non siamo angeli
- Massimo Rinaldi in Un bacio prima di morire
- Sandro Iovino in Trauma
- Massimo Corvo in Bad Girls
- Nino Prester in Donnie Brasco
- Angelo Nicotra in L'uomo del giorno dopo
- Luca Violini in La legge dell'inganno
- Danilo Bruni in Dellaventura
- Francesco Pannofino in La nona porta
- Saverio Indrio in Terra di confine - Open Range
- Riccardo Rovatti in A Good Night to Die
- Roberto Draghetti in Confessions of a Pit Fighter
- Manlio De Angelis in CSI: Miami
- Gerolamo Alchieri in Hawaii Five-0
- Claudio Fattoretto in Broken Trail - Un viaggio pericoloso
- Pasquale Anselmo in Horizon: An American Saga - Capitolo 1
- Fabrizio Vidale in C'era una volta in America (ridoppiaggio)